# Europäisches Olympisches Winter-Jugendfestival 2023/Nordische Kombination
Beim Europäischen Olympischen Winter-Jugendfestival 2023 wurden drei Wettbewerbe in der Nordische Kombination ausgetragen. Das Skispringen wurde in Slowenien im Nordischen Zentrum Planica abgehalten, der Skilanglauf im italienischen Tarvis.

## Bilanz

### Medaillenspiegel
| Platz  | Land        | Gold | Silber | Bronze | Gesamt |
| ------ | ----------- | ---- | ------ | ------ | ------ |
| 1      | Österreich  | 1    | 1      | 1      | 3      |
| 2      | Deutschland | 1    | –      | 2      | 3      |
| 3      | Tschechien  | 1    | –      | –      | 1      |
| 4      | Italien     | –    | 2      | –      | 1      |
| Gesamt | Gesamt      | 3    | 3      | 3      | 9      |

### Medaillengewinner
| Disziplin                              | Gold                                                              | Silber                                                            | Bronze                                                               |
| -------------------------------------- | ----------------------------------------------------------------- | ----------------------------------------------------------------- | -------------------------------------------------------------------- |
| Gundersen (Normalschanze/4 km) Mädchen | Trine Göpfert                                                     | Greta Pinzani                                                     | Anne Häckel                                                          |
| Gundersen (Normalschanze/6 km) Jungen  | Lukáš Doležal                                                     | Paul Walcher                                                      | Maximilian Slamik                                                    |
| Mixed-Team (Normalschanze/4 × 3,3 km)  | ÖsterreichMaximilian Slamik Laura Pletz Paul Walcher Anja Rathgeb | ItalienBryan Venturini Greta Pinzani Manuel Senoner Giada Delugan | DeutschlandConstantin Müller Anne Häckel Mika Ketterer Trine Göpfert |